# Kilnaleck
Kilnaleck lub Kilnalec (irl. Cill na Leice) – miasto położone w hrabstwie Cavan w Irlandii.